# Liisi Rist
Liisi Rist, née le 25 juin 1991 à Tabasalu, est une coureuse cycliste estonienne. Active durant les années 2010, elle a été plusieurs fois championne d'Estonie du contre-la-montre et sur route.

## Palmarès
- 2011
  - 2e du championnat d'Estonie sur route
- 2012
  - 2e du championnat d'Estonie du contre-la-montre
  - 2e du championnat d'Estonie sur route
- 2013
  -  Championne d'Estonie du contre-la-montre
  -  Championne d'Estonie sur route
- 2014
  -  Championne d'Estonie du contre-la-montre
  -  Championne d'Estonie sur route
- 2015
  -  Championne d'Estonie du contre-la-montre
  - 2e du championnat d'Estonie sur route
- 2016 
  -  Championne d'Estonie du contre-la-montre
  - 3e du Dead Sea-Scorpion Pass
- 2017
  -  Championne d'Estonie du contre-la-montre

## Classements mondiaux
| Année                                 | 2011 | 2012 | 2013 | 2014 | 2015 | 2016 | 2017 | 2018 | 2019 |
| ------------------------------------- | ---- | ---- | ---- | ---- | ---- | ---- | ---- | ---- | ---- |
| Classement UCI                        | 269e | 262e | 137e | 226e | 297e | 151e | 556e | 466e | 650e |
|                                       |      |      |      |      |      |      |      |      |      |
| Légende : nc = non classéSource : UCI |      |      |      |      |      |      |      |      |      |